# Trump Tower
Trump Tower je mrakodrap v New Yorku stojící na Páté Avenue č. 725, na rohu 56. ulice. Multifunkční budova byla navržena architektem Derem Scuttem (firma Swanke, Hayden Connell) z popudu investora Donalda Trumpa. Dokončena byla v roce 1983, budova má 58 poschodí a její výška je 202 metrů.
V roce 2006 byla časopisem Forbes ohodnocena na 318 miliónů dolarů.

## Známí rezidenti
V bytě ve 43. patře, který odkoupil, bydlel Paul Manafort, předseda prezidentské kampaně Donalda Trumpa. Manafort byl pravomocně odsouzen za praní špinavých peněz, bankovní a daňové podvody, manipulace se svědky a spiknutí proti Spojeným státům. V květnu 2020 byl kvůli hrozbě nákazy covidem-19 propuštěn do domácího vězení a v prosinci téhož roku mu tehdejší prezident Spojených států  Donald Trump udělil milost. Felix Sater, jeden z předních jednatelů spravující četné z organizací Donalda Trumpa, má svoji pracovnu ve 24. patře Trump Tower. Sater byl v minulosti odsouzen na patnáct měsíců jak za ohrožení na zdraví (pobodání), tak za burzovní podvody o objemu 40 milionů dolarů. Mezi rezidenty Trump Tower patří i Michael Cohen, bývalý zaměstnanec a osobní právní zástupce Donalda Trumpa, viceprezident The Trump Organization. Cohen byl odsouzen za daňové úniky, bankovní zpronevěru, křivé svědectví v souvislosti s vyšetřováním a porušení zákona ohledně financování volební kampaně, stejně jako ilegální úplatky pornoherečce Stormy Daniels za to, že nebude mluvit o milostné aféře s Donaldem Trumpem.
Celé 51. patro odkoupil Helly Nahmad, který byl v roce 2014 odsouzen na rok vězení za vedení a organizace mnohamilionového hazardu přímo v Trump Tower. Případ Nahmada a jeho aktivit se pojí s Vadimem Trincherem, jenž stál za vyděračským a ilegálním hazardním gangem v Trump Tower a který byl po dopadení odsouzen na pět let odnětí svobody a zabavení majetku o hodnotě 20 milionů dolarů. Trincher v této budově vlastní byt v jejím 63. patře. Nahmadova a Trincherova kriminální činnost, prováděná z Trump Tower, se pojí s dalšími členy ruské mafie, např. od Anatolije Golubčika, Michaila Salla, přes bossy jako Vjačeslava Ivankova a Alimžana Tochtachonova až po nejmocnějšího a nejobávanějšího z nich, Semjonem Moglievičem. Mezi další vlastníky bytových jednotek v Trump Tower patřil např. Jean-Claude Duvalier, který do svého sídla investoval 2,5 milionu dolarů. Duvalier byl prezidentem Haiti v letech 1971 až 1986 a byl zodpovědný jak za čistky ve vládní struktuře, které nepřežily tisíce Haiťanů, tak za ilegální obchod s drogami, lidskými orgány a zločiny proti lidskosti.
V 15. patře měl kancelářské prostory Steven Hoffenberg, který byl později odsouzen na 20 let odnětí svobody za organizování největšího Ponziho schématu od dob Bernieho Madoffa, kdy od svých investorů vylákal téměř půl miliardy (475 milionů) dolarů.
Po inauguraci Trumpa americkým prezidentem v lednu 2017 zůstala v mrakodrapu bydlet jeho manželka a první dáma Spojených států Melania Trumpová se synem Barronem Trumpem, který navštěvoval místní základní školu. Proto do ukončení školního roku nedošlo k přestěhování do Bílého domu; to nastalo až v první polovině června 2017. Mrakodrap jako hlavní ze sídel Trumpovy rodiny novináři přejmenovali na „Bílý dům Severu“ a byla v něm podniknuta přísná bezpečnostní opatření pro zajištění ochrany první rodiny.